# بيتر كارابالو
بيتر كارابالو هو لاعب كرة قدم برتغالي في مركز الهجوم، ولد في 25 سبتمبر 1992 في لوزان في سويسرا. لعب مع أورينتال دي لشبونة ‏.

## وصلات خارجية
- بيتر كارابالو على موقع قاعدة بيانات كرة القدم.إي يو (الإنجليزية)
- بيتر كارابالو على موقع Soccerway.com (الإنجليزية)